# ツクランカー
『ツクランカー』はNHK教育テレビ（Eテレ）の教育番組。2021年度よりレギュラー放送を開始した。

## 概要
STEAM教育を実践し、科学・工学・芸術・数学などの様々な分野で問題解決能力を育む番組。
番組の合言葉は、「人に役立つものを作ろう!」。主人公のツクランカーが、人の役に立つ「ものづくり」に取り組む番組で、様々な教科で学んだ知識や考え方を活用したり、物づくりのプロからヒントを得たりするなど試行錯誤を重ねプロジェクトを進めていく。
番組は、物作りを始めるきっかけとなる1本目と、つまずいた時の参考となる2本目の2本セットで構成される。ただし、2023年度以降に追加制作された回は1話完結の形式となっている。

## 出演者
※ツクランカーについてはエピソードの項を参照。

### レギュラー出演
いずれも声のみの出演。
- 田中卓志[6] - レディー・ガチャ役[7]。ツクランカーを助けるお助けAIで、腹のカプセルの中には、世の中の知恵がつまっている[7]。
- 北香那[6] - もおでる役[7]。ツクランカーと一緒にものづくりを進めるツクランカーの相棒[7]。

## 放送
2022年度までは通年放送であったが、2023年度以降は半期のみの放送となっている。
- 2021年度前期[8][9]
  - NHK Eテレ 火曜日 10:05 - 10:15
- 2021年度後期 (2022年10月 - 12月)[8][10]
  - NHK Eテレ 月曜日 15:30 - 15:40
- 2021年度後期 (2022年1月 - 3月)[8][11]
  - NHK Eテレ 月曜日 15:30 - 15:40
  - NHK Eテレ 月曜日 10:05 - 10:15
- 2022年度[12][13]、2023年度前期[14] (2022年4月 - 2023年9月)
  - NHK Eテレ 月曜日 16:50 - 17:00
- 2024年度後期[15] (2024年10月 - 2025年3月)、2025年度後期[16] (2025年10月 - 2026年3月)
  - NHK Eテレ 水曜日 9:50 - 10:00

## エピソード
| 放送回数 | 題                         | 初放送日 (JST) | ツクランカー |
| 2020年度 | 2020年度                   | 2020年度       | 2020年度     |
| -------- | -------------------------- | -------------- | ------------ |
| 1        | からくり（1）              | 2020年12月29日 | 柴田かほ     |
| 2        | からくり（2）              | 2020年12月29日 | 柴田かほ     |
| 2021年度 |                            |                |              |
| 3        | あんぜん（1）              | 2021年03月17日 | 込江大牙     |
| 4        | あんぜん（2）              | 2021年03月17日 | 込江大牙     |
| 5        | いきもの（1）              | 2021年06月08日 | 佐々木告     |
| 6        | いきもの（2）              | 2021年06月22日 | 佐々木告     |
| 7        | 宇宙食（1）                | 2021年07月06日 | 宮本礼       |
| 8        | 宇宙食（2）                | 2021年08月17日 | 宮本礼       |
| 9        | おと（1）                  | 2021年09月07日 | 川上凛子     |
| 10       | おと（2）                  | 2021年09月21日 | 川上凛子     |
| 11       | ぼうさい（1）              | 2022年01月10日 | 土谷乾人     |
| 12       | ぼうさい（2）              | 2022年01月31日 | 土谷乾人     |
| 13       | ビオトープ（1）            | 2022年02月21日 | 高津菜都希   |
| 14       | ビオトープ（2）            | 2022年03月07日 | 高津菜都希   |
| 2022年度 |                            |                |              |
| 15       | 伝統工芸（1）              | 2022年06月06日 | 大野美碧     |
| 16       | 伝統工芸（2）              | 2022年06月20日 | 大野美碧     |
| 17       | ゴミ箱（1）                | 2022年07月04日 | 土田諒       |
| 18       | ゴミ箱（2）                | 2022年08月22日 | 土田諒       |
| 19       | スポーツ（1）              | 2022年12月05日 | 笹木祐良     |
| 20       | スポーツ（2）              | 2023年01月09日 | 笹木祐良     |
| 2023年度 |                            |                |              |
| 21       | ビー玉ころがし             | 2023年06月12日 | 小野井優奈   |
| 22       | 愛情たっぷり エコバッグ    | 2023年07月03日 | かずき       |
| 23       | パスタで橋                 | 2023年08月21日 | 森川心       |
| 24       | プロジェクションマッピング | 2023年09月11日 | 大平洋介     |